# Ikan bakar
Ikan bakar es un plato indonesio y malayo, preparado con pescado asado con carbón u otras formas de mariscos. Ikan bakar significa literalmente «pescado a la parrilla» en indonesio y malayo. El ikan bakar se diferencia de otros platos de pescado a la parrilla en que a menudo contiene condimentos como bumbu, kecap manis, sambal, y se cubre con una hoja de plátano y se cocina a fuego de carbón.

## Origen
Asar a la parrilla es uno de los métodos de cocción más antiguos y antiguos para preparar pescado. Los pescados y mariscos de agua dulce se encuentran entre las principales fuentes de ingesta de proteínas para los habitantes de las islas. Naturalmente, este método es popular y está bastante extendido en el ámbito marítimo del archipiélago de Indonesia. Por ello, el pescado asado a la parrilla se considera un plato clásico de la cocina indonesia.

## Preparación
Por lo general, el pescado se marina con una mezcla de pastas de especias, a veces con belacan o kecap manis, y luego se asa a la parrilla, protegido con una hoja de plátano colocada entre los mariscos y la parrilla. Se consume comúnmente con arroz al vapor y salsa de soja dulce vertida sobre chiles verdes. El ikan bakar de Padang, la mayor parte de Sumatra y también la península de Malaca suele ser más picante y de color amarillo rojizo debido a la cantidad de chile, cúrcuma y otras especias, y la ausencia de salsa de soja.

## Tradición

### Indonesia

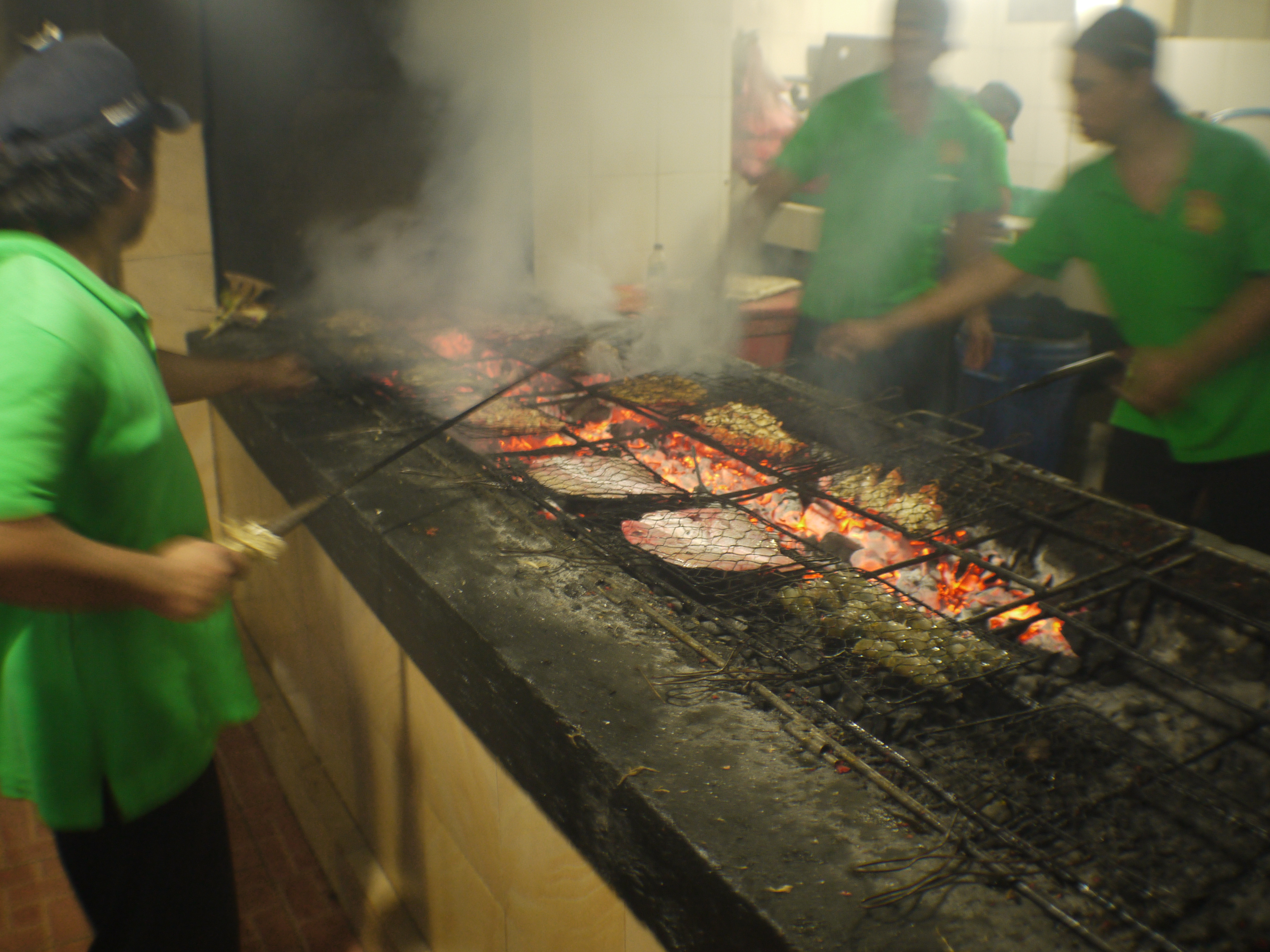
Pescado a la parrilla en Jimbaran, Bali.

Como nación archipelágica, el ikan bakar es popular en Indonesia. Existen varias versiones específicas, incluido el ikan bakar Cianjur sundanés, que generalmente consiste en pescado de agua dulce a la parrilla, como carpa y gourami, y el ikan bakar Jimbaran balinés, pescado de mar recién asado en warung agrupados cerca de la playa de Jimbaran y el mercado de pescado en Bali. Los mariscos asados, sin embargo, son especialmente populares en Sulawesi y Maluku, donde la mayoría de la gente trabaja como pescadores, y ambas áreas tienen mares vastos que les traen diferentes tipos de mariscos. También suele ser consumido durante las celebraciones de año nuevo.